# Basantapur (Tanahu)
Basantapur (nep. बसन्तपुर) – gaun wikas samiti w zachodniej części Nepalu w strefie Gandaki w dystrykcie Tanahu. Według nepalskiego spisu powszechnego z 2001 roku liczył on 873 gospodarstw domowych i 4033 mieszkańców (2240 kobiet i 1793 mężczyzn).